# Szabó Tamás (püspök)
Szabó Tamás József (Zirc, 1956. október 30. –) kiérdemesült magyar katolikus püspök, jelenleg egyetemi docens. Katonai ordinárius volt 2001. november 28-ától 2007. március 15-éig.

## Pályafutása
Általános és középiskolai tanulmányait Győrött végezte, ezután a Külkereskedelmi Főiskolára jelentkezett, ahol 1978-ban szerzett diplomát. 1982-ben belépett a Győri Papnevelő Intézetbe. Papi tanulmányait Győrben, Budapesten, majd Rómában, a Gregoriana Pápai Egyetemen folytatta. 1988. augusztus 20-án szentelték pappá Győrben.
1990 és 1992 között a Győri Papnevelő Intézet prefektusa és a Győri Hittudományi Főiskola teológiai tanára, majd 1992–1993-ban a Központi Papnevelő Intézet prefektusa lett. 1993-ban a Pázmány Péter Katolikus Egyetemen megszerezte a teológiai doktori címet. 1993-tól 1999-ig – egy év megszakítással – először Angelo Acerbi, majd Karl-Josef Rauber érsek titkáraként dolgozott a budapesti Apostoli Nunciaturán, közben 1995-től egy évig Győr-Kisbácsán volt lelkész. 1995-ben visszatért a Győri Hittudományi Főiskolára, ahol egyháztörténelmet oktatott. 1997-ben pápai kápláni, majd 1999-ben pápai prelátusi címet kapott.
1999-ben a Magyar Katolikus Püspöki Konferencia megválasztotta a Püspökkari Titkárság irodaigazgatójává, és emellett lelkipásztori szolgálatot végzett a Budapest Felső-Krisztinavárosi Keresztelő Szent János Plébániatemplomban, a ciszterci nővérek érdligeti Regina Mundi Apátságában, és a katolikus karizmatikus lelkiségű Emmánuel közösségben.

### Püspöki pályafutása
2001. november 28-án II. János Pál pápa őt nevezte ki a Katonai ordinariátus (tábori püspökség) élére, miután elődje, Ladocsi Gáspár egészségügyi okokra hivatkozva lemondott tisztségéről. 2002. január 12-én a budapesti Szent István-bazilikában Paskai László bíboros Seregély István egri érsek és Pápai Lajos győri püspök segédletével püspökké szentelte. Ezzel egyidejűleg Mádl Ferenc köztársasági elnök a Magyar Honvédség hivatásos állományába is felvette és dandártábornokká nevezte ki. Püspöki jelmondata: Renovamini in spiritu! – Újuljatok meg lélekben!
Mivel már korábban is aktívan részt vett a katolikus egyház karizmatikus megújulási mozgalmaiban, 2002 szeptemberében a Magyar Katolikus Püspöki Konferencia őt nevezte ki a lelkiségi mozgalmak püspökkari referensévé.
Szabó Tamás püspök 2007-ben felmentését kérte a püspöki hivatalai alól, amit március 15-én XVI. Benedek pápa az Egyházi Törvénykönyv 401. kánonjának 2. paragrafusa értelmében elfogadott „minden hivatalából és méltóságából” felmentette, és így az egyházjognak megfelelően a kiérdemesült püspökök közé lépett. Egyes sajtóorgánumok szerint a lemondásának oka a cölibátussal ellenkező nősülési szándék volt, de maga a püspök nem nyilatkozott erről, és lemondásának okát nem hozta nyilvánosságra. Szabó Tamás a püspöki lemondásával egyidejűleg a Magyar Honvédségtől is kérte felmentését, így Sólyom László köztársasági elnök – a honvédelmi miniszter előterjesztésére – szolgálati viszonyát 2007. június 1-jei hatállyal megszüntette.

### Civil pályafutása
Jelenleg az ELTE SEK docense. Korábban a Nyugat-magyarországi Egyetem Történeti Segédtudományok Intézeti Tanszékén történeti segédtudományokat, középkori egyetemes történelem 1000-ig és középkori magyar történelem 1301-ig kurzusokat oktató tanár.